# Mid Day
Mid Day is een Indiase middagkrant in tabloid-formaat, die in verschillende talen uitkomt: Engels, Gujarati (Gujarati Mid Day) en Urdu (het in 1938 opgerichte Inquilab). De krant werd opgericht in 1979 en was toen eigendom van de familie Ansari, die ook boeken en magazines wilde uitbrengen. Tegenwoordig is het eigendom van Mid Day Infomedia Ltd., een onderdeel van het beursgenoteerde Jagran Prakashan Limited. Het blad komt uit in enkele edities: in Mumbai, Bangalore, New Delhi en Pune. De huidige hoofdredacteur (2012) is Sachin Kalbag.
Op 11 juni 2011 werd in Mumbai door onbekenden de Mid Day-onderzoeksjournalist Jyotirmoy Dey doodgeschoten.